# MTU Friedrichshafen
MTU Friedrichshafen GmbH - виробник комерційних двигунів внутрішнього згоряння створена Вільгельмом Майбахом та його сином Карлом Майбахом  у 1909. Вільгельм Майбах був технічним директором Daimler-Motoren-Gesellschaft (DMG) — попередником багатонаціональної німецької автомобільної корпорації Daimler AG, до того як покинув її у 1907. 23 березня 1909, він створив нову компанію, Luftfahrzeug-Motorenbau GmbH (Корпорацію з виробництва авіаційних двигунів), зі своїм сином Карлом Майбахом. Кілька років по тому  компанію перейменували у Maybach-Motorenbau GmbH (Корпорація з виробництва моторів Майбах), яка створювала і виробляла дизельні та бензинові двигуни для Цепелінів, а потім мотовагонів. Двигун Maybach Mb.IVa використовувався у літальних апаратах під час Першої Світової війни.
Першу дослідну машину було побудовано у 1919, а першу серійну модель було представлено на Берлінському автосалоні через два роки. У проміжок між 1921 та 1940 роками, компанія створила декілька варіантів розкішних автомобілів. Також компанія продовжила випуск важких дизельних двигунів для морських та залізничних потреб. За часів Другої світової війни, Майбах виробляв двигуни для середніх та важких німецьких танків. Свою назву MTU Friedrichshafen компанія отримала у 1960 році.
MTU походить від Motoren- und Turbinen-Union, що значить «Союз мотору та турбіни».
MTU Friedrichshafen залишалася дочірньою компанією DaimlerChrysler до 2006 коли її було продано EQT IV фонду прямих інвестицій, який став частиною корпорації Tognum. Холдинг Rolls-Royce та Daimler AG придбали Tognum у 2011. У 2014, Tognum було перейменовано у Rolls-Royce Power Systems, яка стала дочірнім підприємством Холдингу Rolls-Royce.
Компанія виробляє дизельні двигуни для потягів, кораблів, установок видобування нафти та газу, військової техніки, сільського господарства, гірського та будівельного устаткування, а також дизель генераторів та розплавлених карбонатних паливних елементів.

## Історія
- 1909: Поява Luftfahrzeug-Motorenbau GmbH у Бісінгені-на-Енці як частина корпорації Цепелін. Компанія виробляє двигуни для літальних апаратів.
- 1912: 1911/12 переїзд до Фрідріхсгафену; назву змінено на Motorenbau GmbH.
- 1918: Motorenbau GmbH перейменовано у Maybach-Motorenbau GmbH. Після закінчення Першої Світової війни компанії починає виробляти двигуни для автомобілів.
- 1966: Злиття двох компаній Mercedes-Benz Motorenbau Friedrichshafen GmbH та Maybach-Motorenbau GmbH у Maybach Mercedes-Benz Motorenbau GmbH.
- 1969: Maybach Mercedes-Benz Motorenbau GmbH перейменовано у Motoren und Turbinen-Union Friedrichshafen GmbH. Компанія є дочірньою компанією MTU München GmbH яка належить на рівних частках  Daimler-Benz AG та MAN AG до 1985.
- 1989: Включення MTU Friedrichshafen у Deutsche Aero-space AG (DASA), компанію Daimler-Benz Group.
- 1994:Співпраця MTU Friedrichshafen з Detroit Diesel Corporation
- 1995: MTU Friedrichshafen та MTU München розділилися; MTU Friedrichshafen стає напряму дочірньою компанією Daimler-Benz AG.
- 2001: MTU Motoren- und Turbinen-Union Friedrichshafen GmbH перейменовано на MTU Friedrichshafen GmbH.
- 2005: Наприкінці 2005, підрозділ позашляховиків компанії DaimlerChrysler, у тому числі MTU Friedrichshafen та підрозділ позашляховиків Detroit Diesel Corporation, продано шведському інвестору EQT Partners.
- 2006: Робота передана новій холдинговій компанії Tognum, з центральною компанією MTU Friedrichshafen.
- 2009: MTU Friedrichshafen святкує своє сторіччя. У цьому ж році представлено нову Серію 1600.
- 2011: Rolls-Royce Holdings та Daimler AG анонсували про придбання Tognum
- 2014: Tognum перейменовано Rolls-Royce Power Systems
- 2014: З 26 серпня Rolls-Royce Power Systems стає 100 відсотковою дочірньою компанією Rolls-Royce Holdings

## Галерея

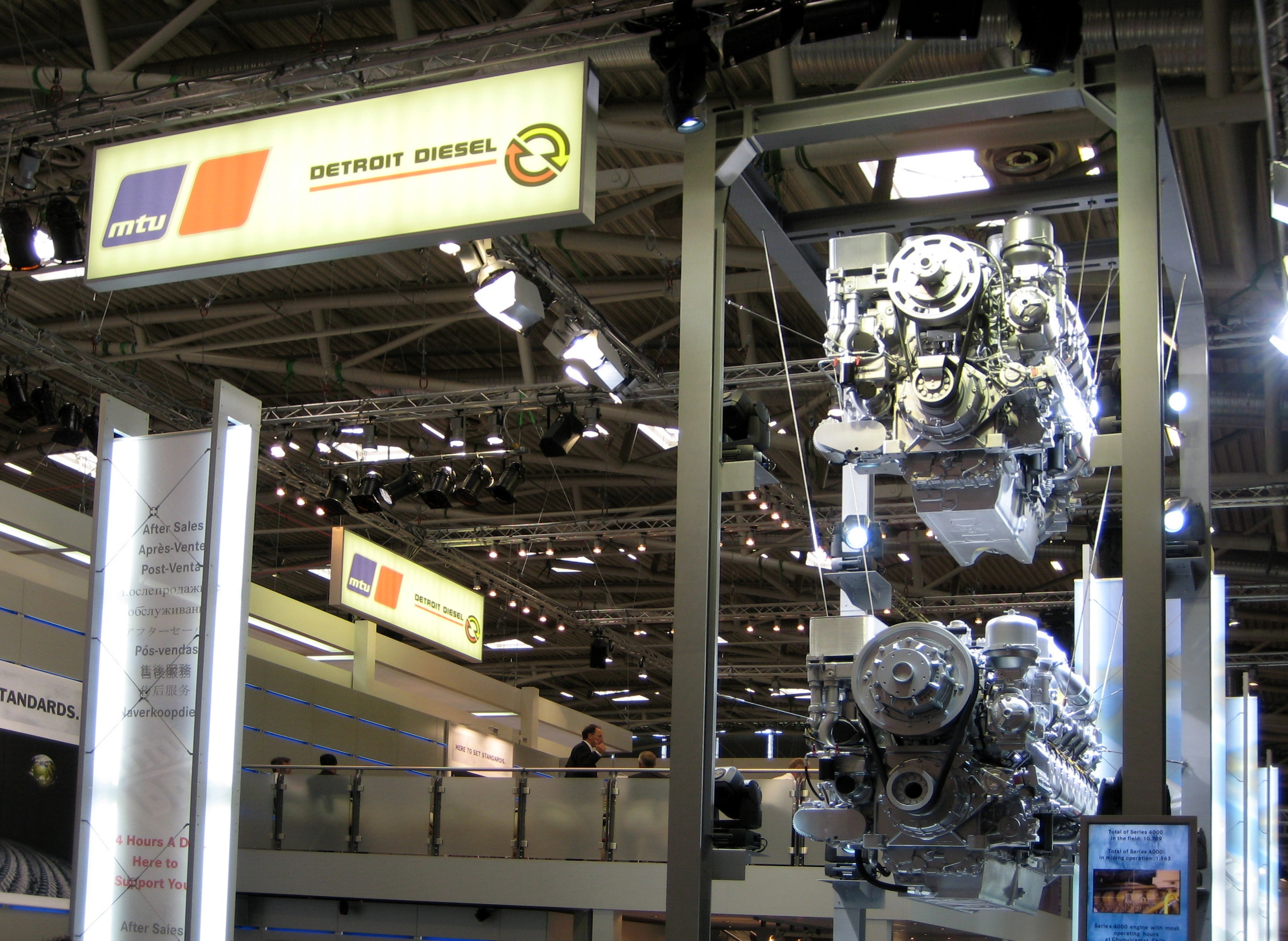
Стенд MTU / Detroit Diesel на виставці
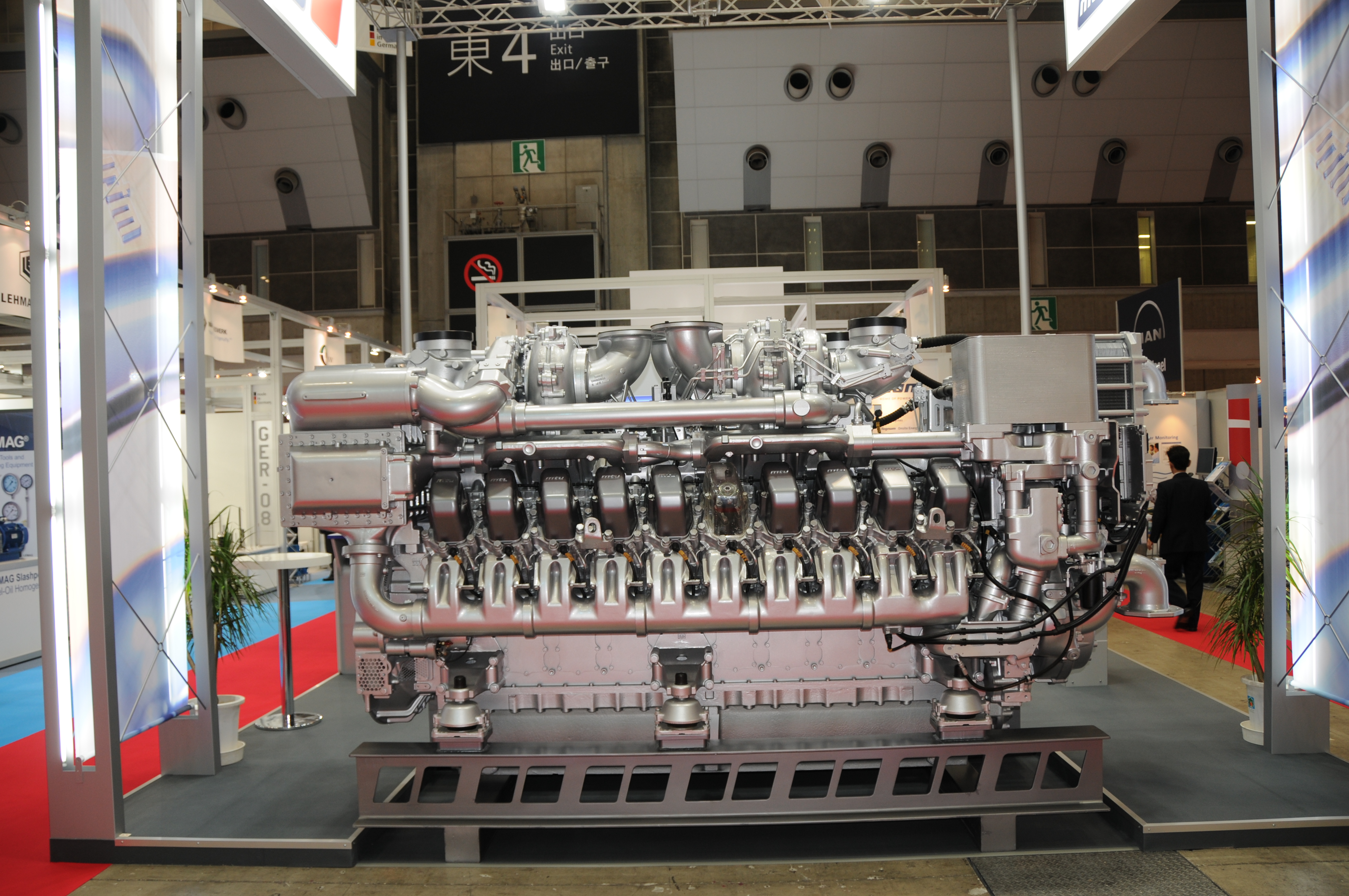
Двигун MTU 20V4000M93
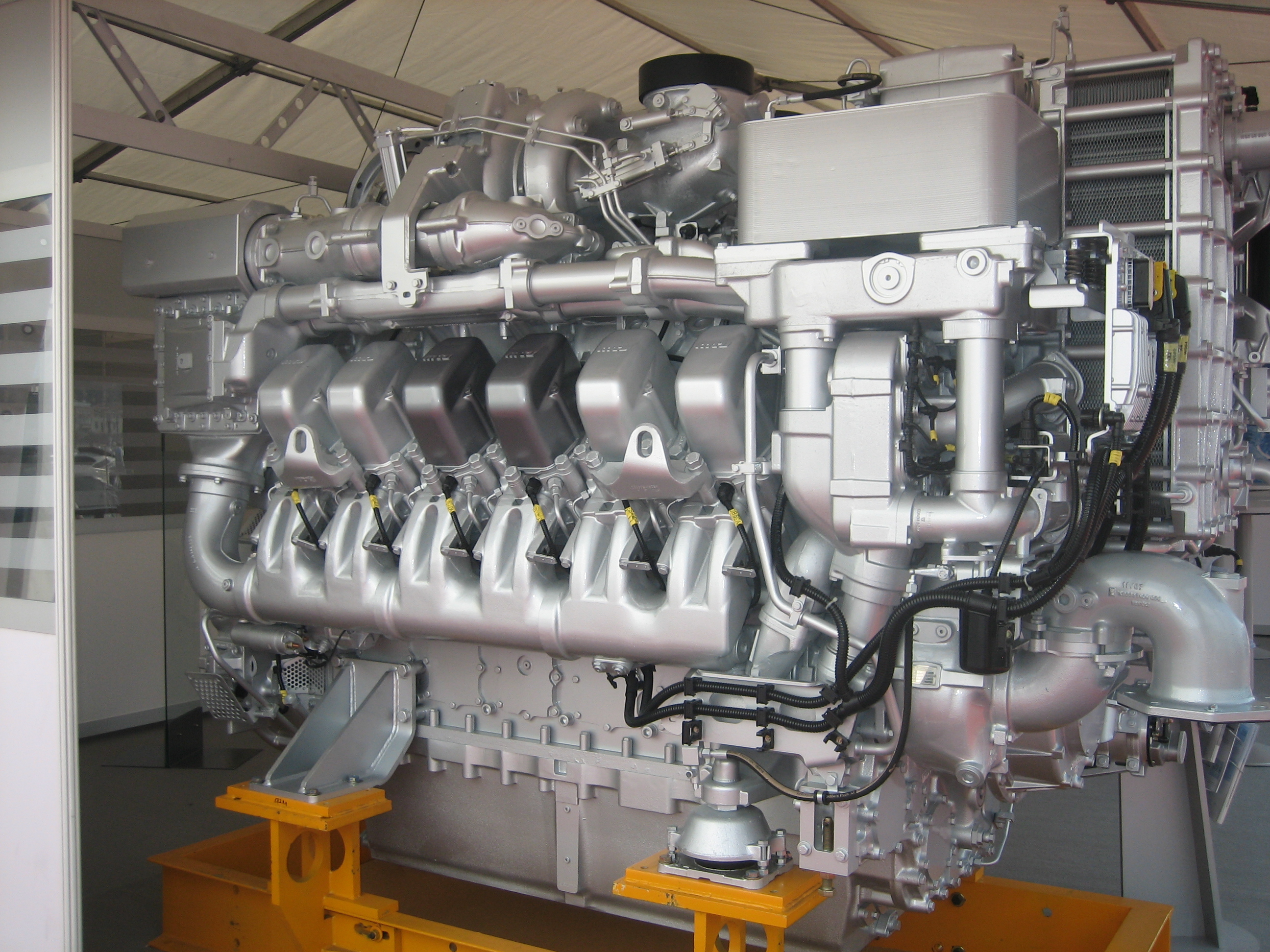
Морський двигун MTU